# Satyrium sphaeranthum
Satyrium sphaeranthum är en orkidéart som beskrevs av Rudolf Schlechter. Satyrium sphaeranthum ingår i släktet Satyrium och familjen orkidéer. Inga underarter finns listade i Catalogue of Life.